# Ringaskiddy
Ringaskiddy (iriska: Rinn ui Scidígh) är en ort på den södra delen av Irland i grevskapet Cork. Det är en viktig färjehamn och en av två frihamnar i Irland.